# Tiêu Liễn
Tiêu Liễn (chữ Hán: 焦琏, ? – 1651), tự Thụy Đình, tên thánh Thiên Chúa giáo là Lucas, người Thiểm Tây, tướng lãnh nhà Nam Minh.

## Cuộc đời và sự nghiệp
Liễn tòng quân từ khi còn trẻ, nhờ công được thăng đến các chức vụ Tham tướng, Trung quân quan, Bình Man tướng quân, Phó tổng binh. Sau khi quân Thanh vào quan, Liễn theo Cù Thức Tỷ nghênh lập Quế vương Chu Do Lang, tức Vĩnh Lịch đế, ở Ngô Châu. Năm Vĩnh Lịch đầu tiên (1647), Liễn đánh bại tướng Thanh là Lý Thành Đống ở Quế Lâm, nhờ công được gia Thái tử thiếu sư, Tả đô đốc, Tuyên quốc công.
Tháng 9 ÂL năm thứ 5 (1651), Liễn bị Trần Bang Phó – đã ngầm hàng Thanh – sát hại tại Vũ Tĩnh châu.